# Северен певец
Северният певец  (Phylloscopus borealis) е птица от семейство Phylloscopidae.

## Разпространение
Видът е разпространен в Северна Америка. Размножава се в Аляска. Зимува в Югоизточна Азия.
Среща се и в България.